# Eurhinocricus goeldii
Eurhinocricus goeldii är en mångfotingart som först beskrevs av Henri W. Brölemann 1903.  Eurhinocricus goeldii ingår i släktet Eurhinocricus och familjen Rhinocricidae. Inga underarter finns listade i Catalogue of Life.